# Танец в Китае

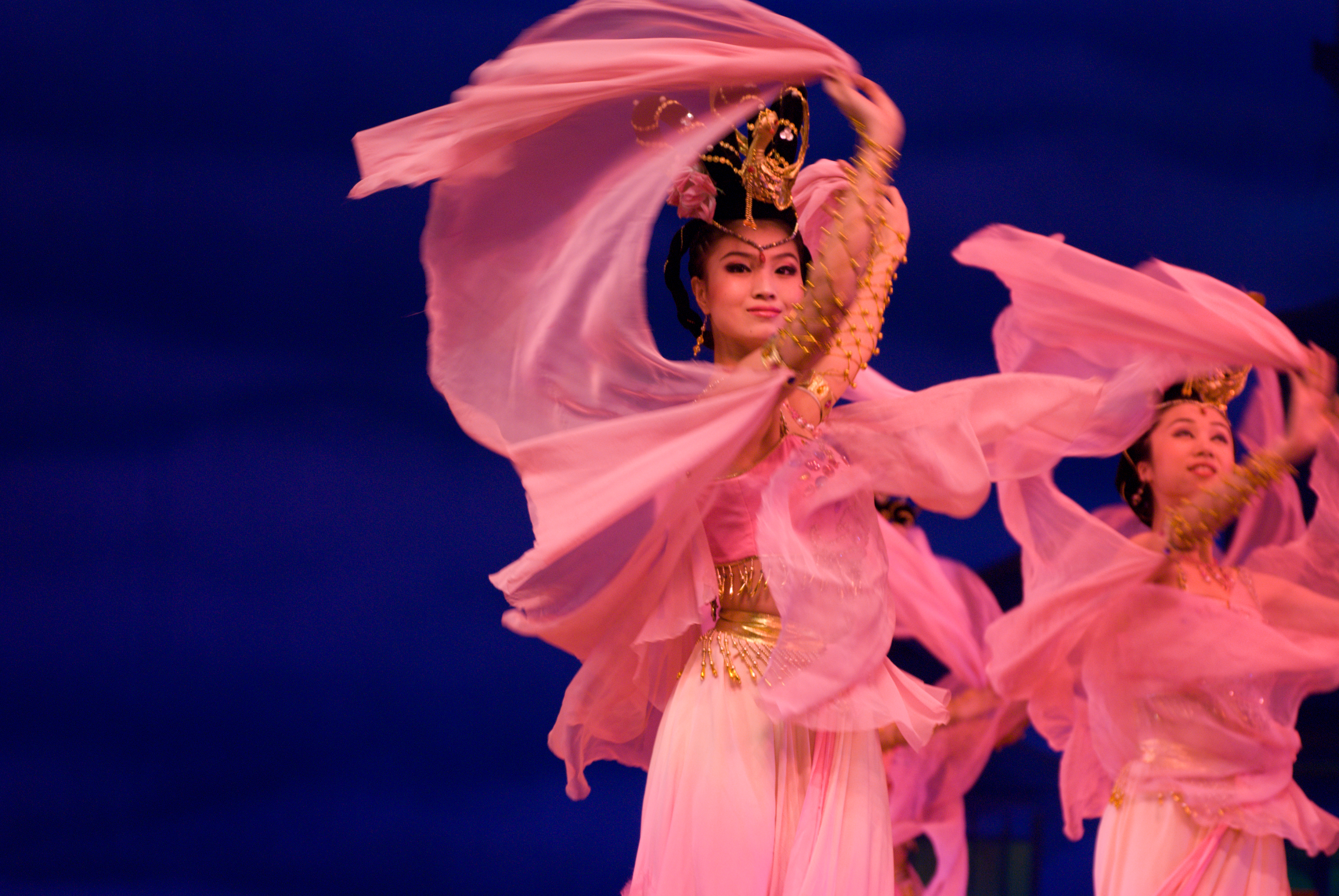
Китайский танец

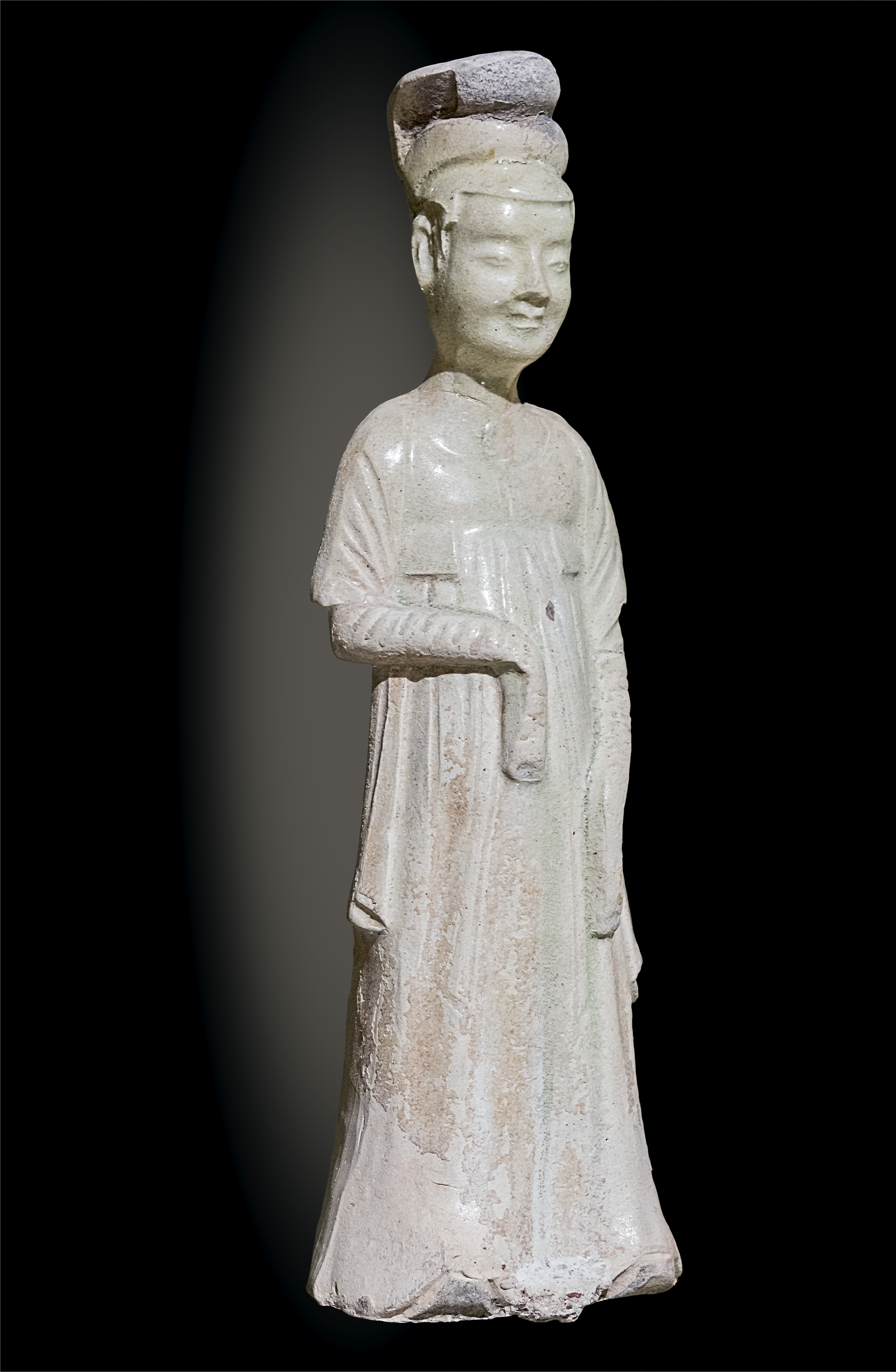
Белая танцовщица. Династия Тан

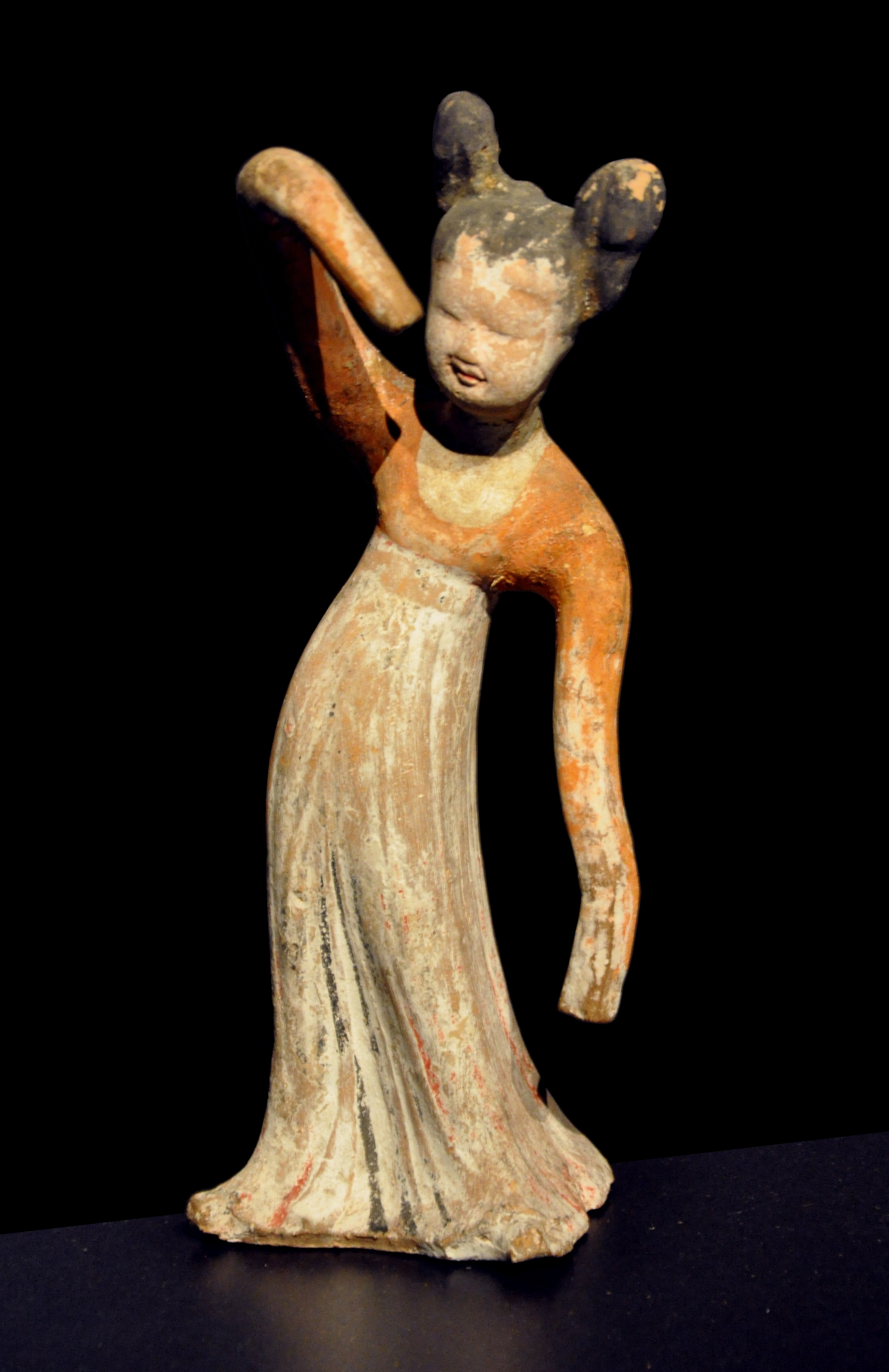
Танцующая девушка, необожжённая краска сохранилась на редкость хорошо. Династия Тан

Танец в Китае — весьма разнообразный вид искусства, состоящий из множества современных и традиционных танцевальных жанров. Танцы охватывают широкий спектр, от народных танцев до выступлений в театре оперы и балета, и может использоваться в общественных торжествах, ритуалах и церемониях. Официально в Китае признано 56 этнических групп, и у каждой есть свои народные танцы. К самым известным китайским танцам относятся танец дракона и танец льва.

## История

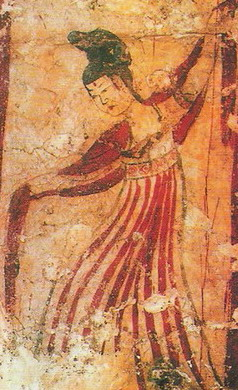
Танцор династии Тан, танцующий с шалью, с фрески, раскопанной в Сиане

Записанная история различных форм танца в Китае достаточно древна. Самый ранний китайский иероглиф «танцевать», , написан на гадальных костях, и представляет собой танцора, держащего в руках бычьи хвосты. Некоторые современные китайские танцы, такие как танцы с длинными рукавами, были записаны в самых ранних периодах, как минимум в начале династии Чжоу. Наиболее важные танцы раннего периода были ритуальными и обрядовыми — яюе, которые исполнялись до династии Цин, но на текущий день они сохранились только как часть Конфуцианских церемоний.
В Эпоху шести династий (220—589) на китайские танцы и музыку сильно влияла культура Центральной Азии. Искусство танца достигло пика в период правления династии Тан, танцы этого периода были весьма разнообразны, а танцы из Центральной Азии были популярны сами по себе. В этот период было записано большое количество танцев, например, насчитывается более 60 больших композиций, крупномасштабных придворных выступлений династии Тан. Искусство танца вместе с тем идёт на спад как отдельный вид искусства в более поздних династиях, становясь частью китайской оперы. В более поздние времена искусство танца вновь начало развиваться, особенно быстро развитие идёт в современном обществе.
Иранские, согдийские и тюркские актёры многое внесли в хореографическую культуру Китая. Из всех артистов наибольшей популярностью пользовались танцоры — юноши и девушки.
В VIII столетии псевдоэкзотическое уступило место подлинно чужеземному, популярная китайская музыка этого времени стала похожей по звучанию на музыку городов-государств Центральной Азии. Так, знаменитая песня «Радужная рубашка, одеяние из перьев», которая всегда будет напоминать нам о Сюань-цзуне (рассказывают, что этот царственный меломан содержал тридцать тысяч музыкантов), на самом деле была только переделкой центральноазиатской песни «Брахман». Так музыкальные традиции Кучи, Ходжо и Кашгара, Бухары и Самарканда, Индии и Кореи под официальным покровительством слились с китайской музыкальной традицией. Музыка Кучи оказала наибольшее (если сравнивать с другими городами Сериндии) воздействие на танскую музыкальную культуру. Самым важным из этих инструментов была четырёхструнная лютня с изогнутой шейкой, на технические возможности и строй которой были рассчитаны двадцать восемь популярных видов танской музыки и восходящие к ним мелодии. Гобой и флейта, также занимавшие важное место в музыке Кучи, оказались поэтому распространёнными и в Китае. Самым любимым из всех кучинских инструментов был, однако, лакированный барабанчик из кожи валуха с возбуждающими ритмами и экзотическими песнями на испорченном санскрите, исполнявшимися в его сопровождении. Среди известных нам пантомим были такие, как «Варвар, пьющий вино», демонстрировавшая пьяного «варварского» предводителя; «Бхайрава сокрушает боевой строй» — подвиг бога Шивы в его устрашающем облике; «Музыка для ударов по мячу» — инсценировка игры в поло. Но самым забавным в своём первоначальном должно было выглядеть представление «Брызгаю водой варвара, умоляющего о холоде» — танец зимнего солнцестояния, который исполняли обнажённые юноши, китайские и иноземные, прыгая в фантастических масках под громкие звуки барабанов, лютней и арф и поливая ледяной водой друг друга, а заодно и тех, кто оказывался поблизости. Это озорное зрелище вызвало такое осуждение добропорядочных подданных, что уже в 714 г. Сюань-цзун был вынужден отдать распоряжение о его отмене. Гао-цзун, например, повелел изгнать с китайской земли некоего индийца, который завораживал публику демонстрациями самопотрошения и отсекания членов, и распорядился, чтобы никого из его собратьев более не присылали ко двору из-за этих рубежей. Хотя в Китае с древних времён были знакомы с театром теней, в котором выступали куклы из пергамента, считается, что куклы-марионетки впервые попали в Чанъань из Туркестана в VII в. Актёр из Бухары, флейтист из Самарканда, гобоист из Хотана, танцор из Ташкента, сочинитель песен из Кучи — все они могли быть уверены, что найдут себе применение на Дальнем Востоке. Мы читаем об одном превосходном китайском лютнисте VIII в., к которому восхищённый слушатель, заметивший чужеземный характер его интерпретаций, обратился с вопросом: «Не кучинский ли это лад?» На что польщённый музыкант ответил: «Моим наставником был действительно человек из Кучи». Одним из таких знаменитых маэстро был кучинец Бо Мин-да (хотя неизвестно, был ли он подневольным или свободным человеком). Он сочинил пользовавший популярностью балет «Трели весенней иволги», ярко расцвеченный мелодиями Кучи, который был воспет в стихах Юань Чжэня и до сих пор ставится в Японии. «Западный скачущий танец» обычно исполнялся мальчиками из Ташкента, одетыми в блузы иранского образца и высокие остроконечные шапки, обшитые бусами. Они были подпоясаны длинными кушаками, концы которых свободно развевались, когда танцоры припадали к земле, кружились и прыгали под быстрый аккомпанемент лютней и поперечных флейт. «Танец Чача» (Ташкента) исполняли две юные девушки в газовых халатах, украшенных многоцветной вышивкой, с серебряными поясами. На них были рубашки с узкими рукавами и остроконечные шапки с золотыми колокольчиками, а на ногах красные парчовые туфли. Девушки появлялись перед публикой, возникая из лепестков двух искусственных лотосов, и исполняли танец под звуки барабанов. Это был эротический танец: девушки строили глазки зрителям и, заканчивая выступление, приспускали свои рубашки, чтобы были видны их обнаженные плечи. Наибольшей любовью среди всех юных танцоров с далёкого Запада пользовались «Девы с Запада, крутящиеся в вихре». Немало их было прислано в качестве даров от правителей Кумеда, Кеша, Маймурга и особенно Самарканда во время царствования Сюань-цзуна, т. е. на протяжении первой половины VIII в. Эти согдийские девушки, облачённые в алые платья с парчовыми рукавами, в зелёные дамаскиновые шаровары и в сапожки из красной замши, скакали, передвигались прыжками и вращались, стоя на шарах, перекатывавшихся по площадке для танцев, к восхищению пресыщенных сердец богатых и знатных зрителей. Сюань-цзун очень любил этот танец, а госпожа Ян и Рокшан обучались его исполнению. А кое-кто видел губительное падение нравов в этом увлечении созерцанием кружащихся дервишей женского рода.

## Традиционный танец
Многие народные танцы имеют многовековую историю. Это могут быть народные танцы, или танцы, которые когда-то исполнялись так как ритуалы или как спектакли — некоторые могли танцеваться при дворе. Среди самых известных китайских традиционных танцев — танец дракона и танец льва, оба из которых известны в более ранних династиях в различных формах. Танец льва в современном исполнении близок к описанному в начале династии Тан.

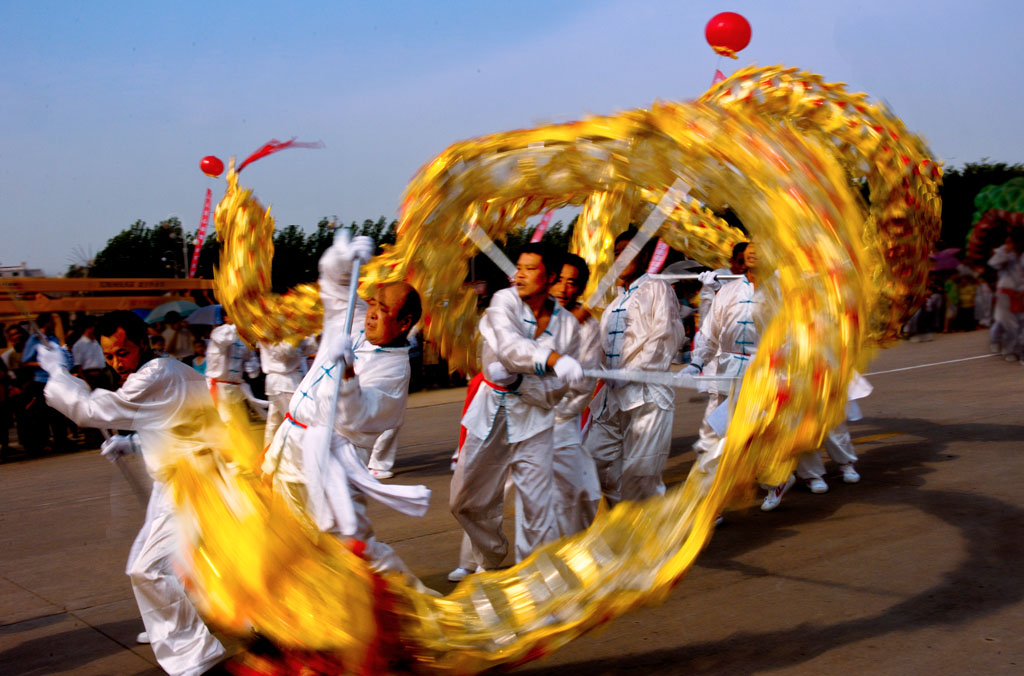
Танец дракона

В некоторых из самых ранних танцев, записанных в Китае, танцоры могут иметь одеты как животные и мифические существа, и во время династии Хань упомянуто несколько форм танца дракона. Танцы дракона династии Хань однако не похожи на современные формы танца. Поскольку китайский дракон ассоциировался с дождем, танец дракона включали в ритуалы призыва дождя. Кроме того, танец появлялся в baixi, где исполнители изображали зелёного дракона, играющего на флейте, и был частью представления, в котором рыба превращалась в дракона. Современный танец дракона использует облегченную конструкцию, которой управляет с помощью палок около десятка мужчин, равномерно расставленных вдоль длины дракона, но некоторые формы дракона могут быть очень длинными и включать сотни исполнителей. В Китае насчитывается более 700 различных танцев дракона

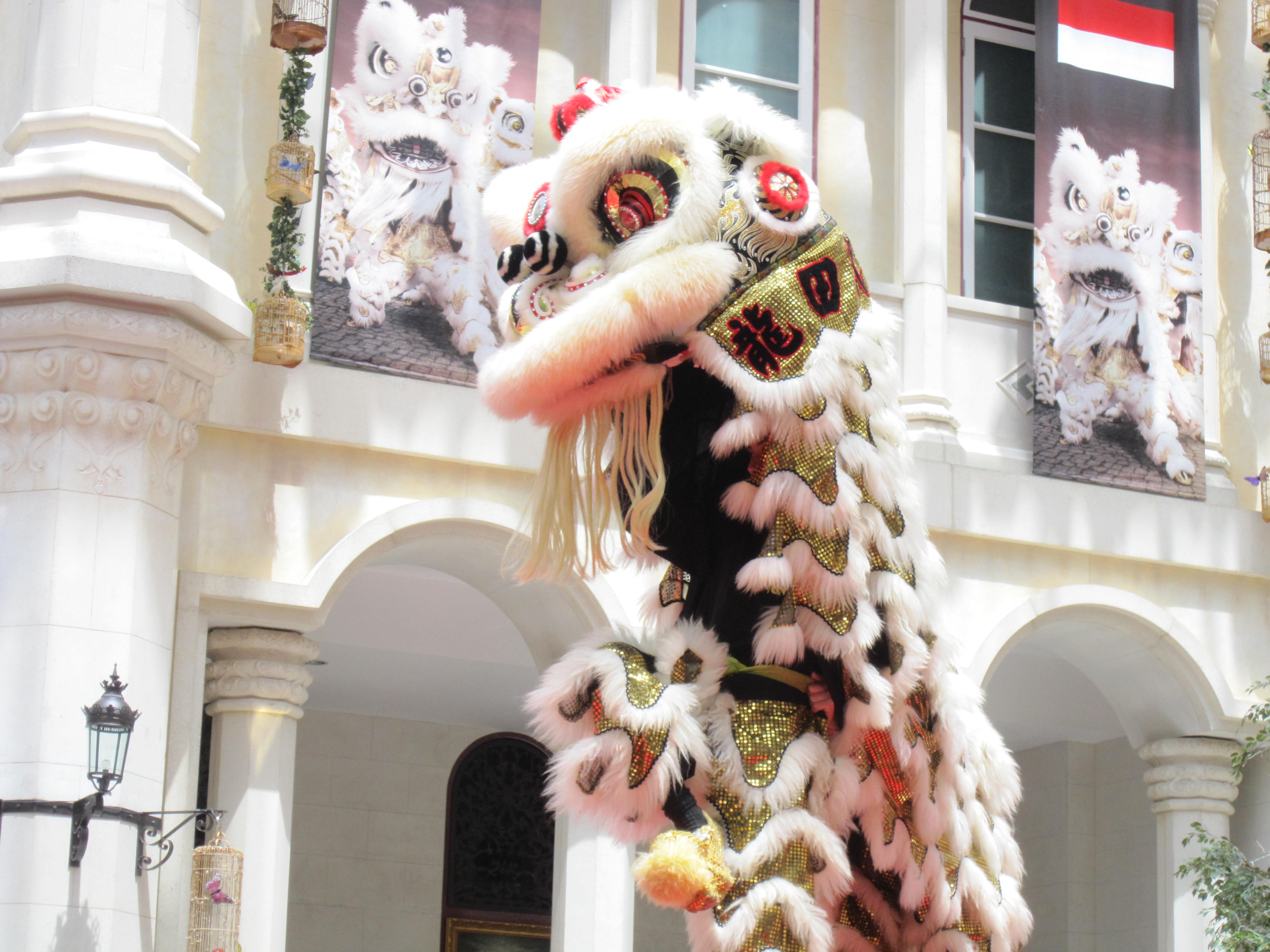
«Танец льва»

Танец льва, предположительно, был привезён из-за пределов Китая, как львы не водятся в этой стране, и китайское слово Ши (獅, лев), возможно, происходит от персидского šer. Подробное описание танца льва появилось во времена династии Тан, и танец был признан заимствованным, но он мог существовать в Китае ещё в третьем веке нашей эры. Предполагаемые истоки танца существуют в Индии и Персии, и в период северных и южных династий он ассоциировался с буддизмом. Версия танца, напоминающего современный танец льва, была описана поэтом династии Тан Бай Juyi в поэме «Западные искусства Лян» (西凉伎), где танцоры одеты в костюм льва из деревянной головы, шелкового хвоста и мохнатого тела, глаза покрыты позолотой, зубы покрыли серебром, а уши движутся. Существуют две основные формы китайского танца льва, Северный лев и Южный лев. Форма танца также встречается в Тибете, где его называют танцем снежного льва.

### Народные танцы ханьцев
Народные танцы исторически важны в развитии танца в Китае, некоторые из самых ранних танцев, исполнявшихся в придворных ритуалах и церемониях, возможно, произошли от народных танцев. Часть правителей интересовались народными танцами, но некоторые императоры пытались запретить их.
Многие народные танцы имеют отношение к сбору урожая и охоты, и с ними связаны древние боги. Например, танец созвездий исполнялся для того, чтобы было произведено столько семенного зерна, сколько звёзд в небе, а гарпунный танец был связан с Фу Си, который согласно мифологии дал ханьцам рыболовные сети. Танец плуга был связан с шэнь-нун, богом сельского хозяйства.

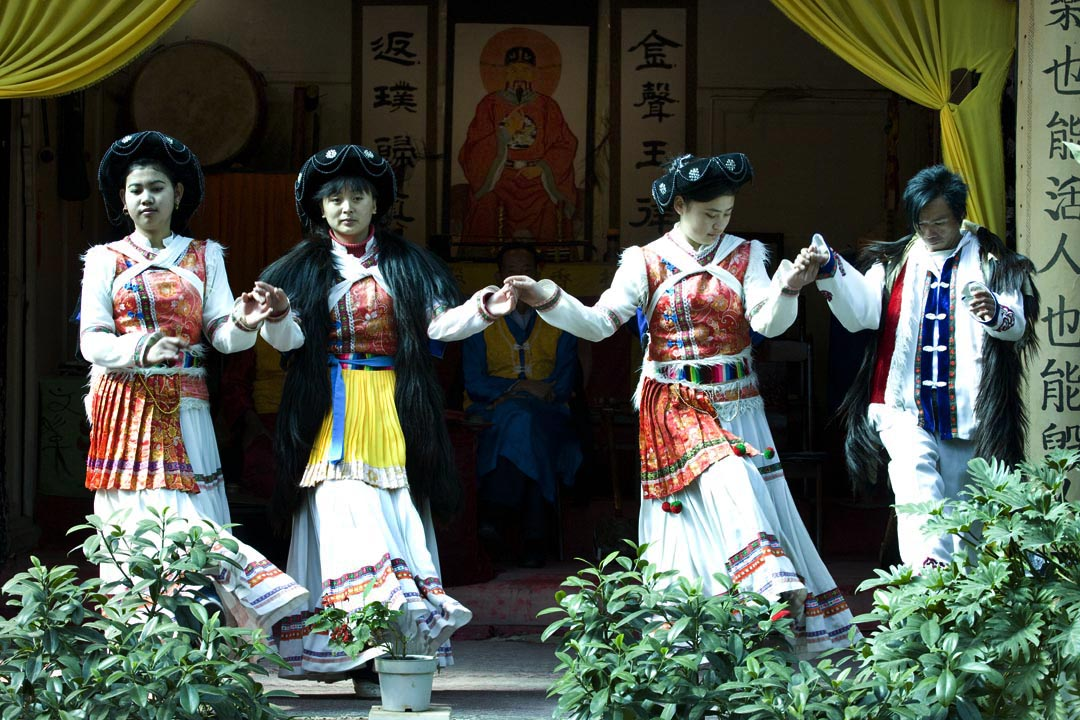
Народный танец одного из этнических меньшинств в Китае.

### Народные танцы этнических меньшинств в Китае
В Китае есть много этнических малых групп, и у каждой есть свои танцы, которые отражают их культуру и образ жизни.

### Танец в театре

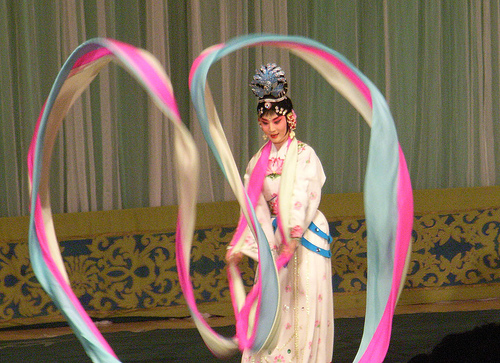
Танец как часть пекинской оперы в спектакле «Небесная Леди разбрасывает цветы» (天女散花).

Во времена династии Сун в wazi[уточнить], развлекательных центрах, процветали различные театрализованные формы и начала складываться китайская опера. Танец все больше становился её частью. Такие танцы, как «танец суждения» (舞判, он же танец Чжун Куя, 跳鐘馗), в династии Мин стали частью представления; позже в оперу влились танец с мечами, танец с флагами (撲旗子). Китайская опера стала крайне популярной во времена династии Юань.

### Ритуальный танец
Наиболее ранние записи танцев в Китае относятся к ритуальным или церемониальным танцам, и легли в основу принятой при дворе музыки яюе. Эти танцы, в основном, исчезли из современной ханьской культуры, хотя ритуальные танцы до сих пор встречаются в некоторых народных традициях и культурах этнических меньшинств в Китае.
- Йи (佾舞) — первоначально придворный танец, принятый позднее как часть конфуцианской церемонии. Ряды танцоров, исполняющих его, могут держать перья фазана и красные флейты или они могут держать щит и топор (военный танец). Традиция танцевать с такими вещами, как пуховые перья, восходит к династии Шан[17]. Наиболее важная церемония проводится с восьмью рядами по восемь танцоров (всего 64 танцора). Первоначально танец исполнялся в конфуцианских храмах в шесть рядов по шесть человек, так как версия с восьмью рядами была разрешена лишь при дворе[18][19], но позднее запрет был снят вследствие посмертного дарования Конфуцию титула[20]. Современный вариант туристы могут увидеть у храма Конфуция в Цюйфу[21]. Этот танец также исполняется в Тайване и Корее.
- Нуо (儺舞) — танец с масками, который исполняется в Нуо опере или как обряд во время праздников, для изгнания злых духов[22].

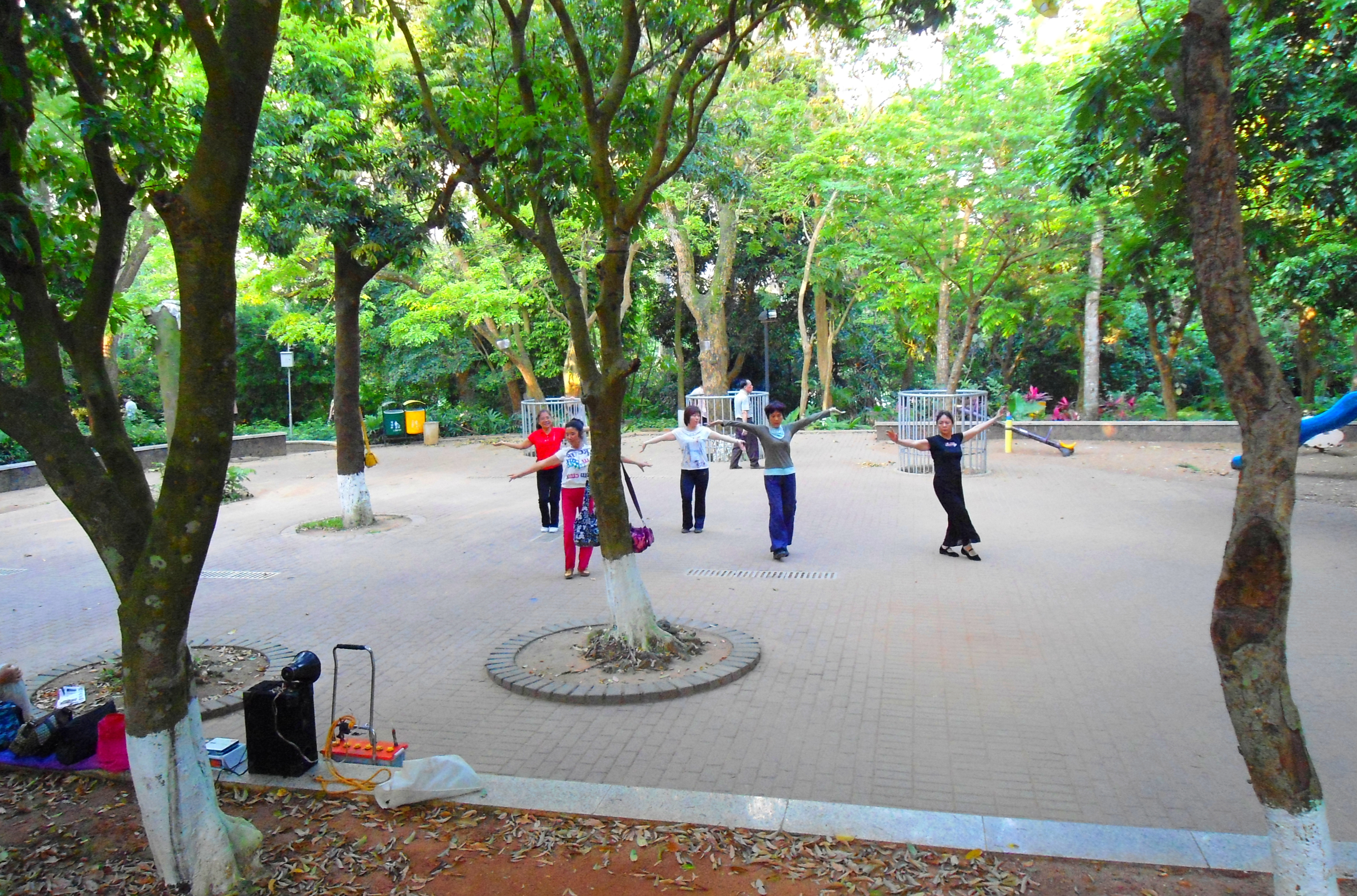
Танцы в парке, как упражнение

- Цам — тибетский буддистский танец

### Танец как упражнение
Согласно Анналам Люй Бувэя, написанным во времена императора Яо, танец был создан как упражнение для людей, чтобы сохранить здоровье после затяжной сырой погоды. Традиционно некоторые китайские танцы также могут иметь связь с боевыми искусствами, и использоваться для отработки боевых навыков, а также для фитнеса; некоторые упражнения в боевых искусствах, таком как Тайцзицюань, похожи на хореографические танцы. В современном Китае часто можно увидеть людей, использующих танец как форму тренировки в парках.

## Современный танец

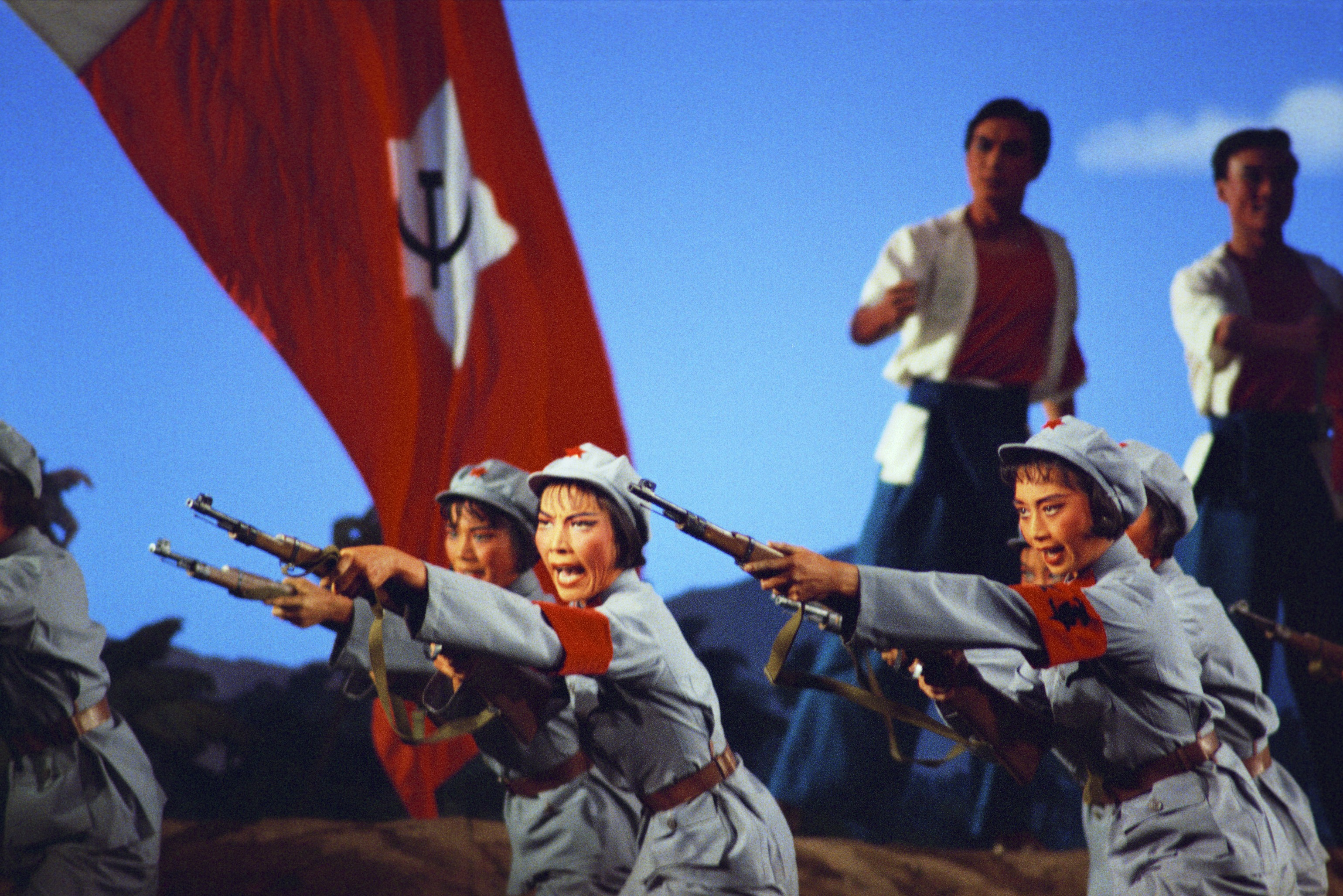
1972 год: Красный женский отряд в Национальном балете Китая

### Балет
Первая балетная школа в Китае, пекинская, была создана в 1954 году Даи Аилианом. Там преподаёт онсам и работают некоторые выдающиеся русские педагоги, в том числе Пётр Гусев, который учредил русскую систему обучения. Были поставлены такие балеты, как «Лебединое озеро» и «Ромео и Джульетта». Национальный балет Китая был основан в последний день 1959 года как Экспериментальная балетная труппа пекинской танцевальной школы. Во время культурной революции под контролем мадам Мао, на первый план вышла революционная модель драмы, и репертуар в конечном счете был сокращён до двух идеологических балетов — «Красный женский отряд» и Седая девушка. После падения «банды четырёх» балетную труппу начали реформировать, она вновь стала исполнять классические балеты, а также расширила свой ассортимент за счёт включения более современных балетов со всего мира.

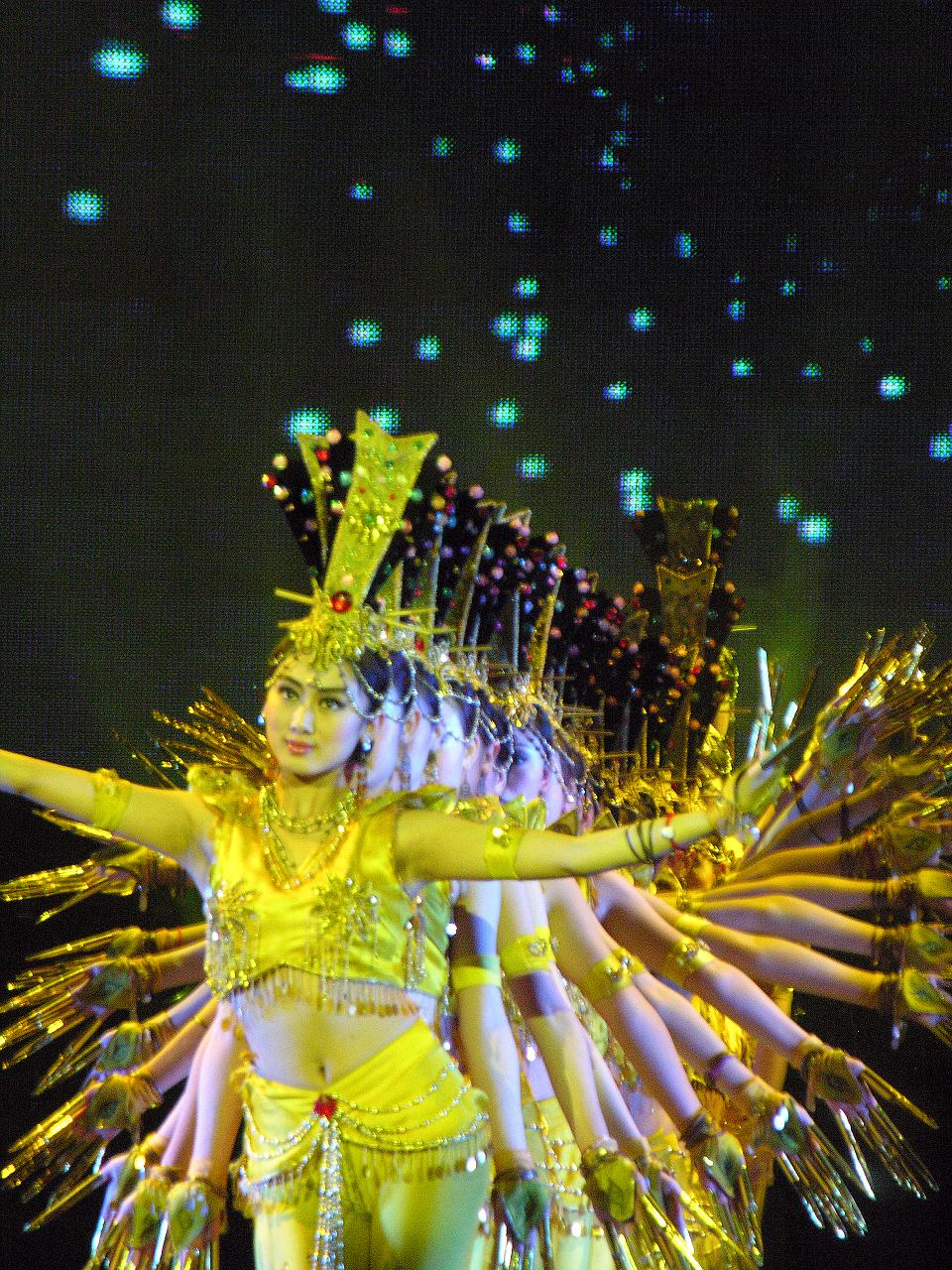
Современная хореография на традиционные темы — это основано на изображениях и скульптуре Тысячи рук Гуаньинь

## Социальные танцы
Западные бальные танцы стали популярны в XX веке — до этого для мужчин и женщин из добропорядочных семей было недопустимо танцевать вместе. В 1940-х годах они были популярны в ночных клубах Шанхая, и ранние лидеры коммунистов, например, Мао Цзэдун и Чжоу Эньлай, были также любителями бальных танцев советского стиля. Бальные танцы однако позже, после культурной революции, были заменены на массовые, такие как танец yangge. Вновь бальные танцы появились после либерализации Китая, и сейчас часто встречаются в общественных парках как утреннее упражнение.